# Цалик Станіслав Миколайович
Станісла́в Микола́йович Ца́лик (*23 липня 1962 року, м. Київ)  — український письменник, есеїст, краєзнавець, історик.  
Член Національної спілки кінематографістів України (сценарист) з 1997 р. Член Асоціації європейських журналістів з 2013 р. 
Лауреат Мистецької премії «Київ» імені Івана Миколайчука в галузі кіномистецтва (2016).
Член Української Кіноакадемії (кіноакадемік) з 2017 року.

## Біографія
Народився й живе в Києві. Киянин у четвертому поколінні. Середню освіту здобув у середній школі № 48 (1969—1977) та в загальноосвітній політехнічній школі № 178 (1977—1979). Має дві вищі освіти: закінчив Українську сільськогосподарську академію (відділення економічної кібернетики; 1985) та Всеросійський інститут кінематографії (сценарна майстерня проф. В. Черних; 1996).
З жовтня 2014 року є членом Галицького Історичного Товариства.

## Творча діяльність
Працює в документальному жанрі. Сфера інтересів — історія Києва, історія національних меншин, маловідомі сторінки історії України. Досліджує не так політичні або військові колізії, як побут і повсякденне життя людей у різні часи. Працює з мемуарами — друкованими й усними, архівними джерелами, періодикою різних часів, фотодокументами. Творчий метод С. Цалика відзначається вмінням відібрати з минулого цікаві або маловідомі сюжети, виявити в них недосліджені аспекти, точно передати перебіг подій, провести несподівані, але переконливі паралелі та зв'язки. Його публікації насичені різноманітним фактажем, цікавими деталями й нагадують розслідування. В організації історичної оповіді успішно застосовує прийоми драматургії.

### Періодика
Друкується з травня 1992 р. Автор книжок і понад 1000 статей, історико-документальних есеїв, опублікованих у провідних мас-медіях України про маловідомі сторінки історії Києва та України, життя визначних постатей минулого.
У різні часи вів авторські рубрики: «Український слід» («Газета по-українськи»), «Паралелі» (журнал «Країна»), «Українікум» (тижневик «Kyiv Weekly»), «Ретро» (газета «Капитал»), «Перший мільйон» (тижневик «Коментарі»), «Потребительские аппетиты» (тижневик «Власть денег»), «Жінки та політика» (журнал «Президент») тощо. Був колумністом видань «Главред», «Известия в Украине», «Великий Київ», «Фокус» та інших. 
Нині пише для Бі-Бі-Сі, щомісячника «Локальна історія», польських видань Tygodnik Powszechny, Kino, Нова Польща, Focus Historia та інших.
Друкується українською, польською, англійською мовами. Статті широко представлено в Інтернеті.

### Кінематограф, телебачення
Написав понад 30 сценаріїв для телебачення й кіно. Історичний консультант багатьох телевізійних проектів, присвячених київській старовині.
У 1994—1995 рр. — автор і ведучий телепрограми про кіно «Фільмоскоп» (канал УТ-3).
1994 — автор сценарію повнометражного художнього фільму «Judenkreis, або Вічне колесо» (85', реж. Василь Домбровський, Національна к/ст. ім. О. Довженка. Перегляд фільму).
2013 —  автор сценарію повнометражного документального фільму «Голлівуд над Дніпром. Сни з Атлантиди» (89', реж. Олег Чорний, Директорія кіно). Стаття про фільм в часописі «The Hollywood Reporter»).
2015 — участь (архівні матеріали) в повнометражному документальному фільмі «Golos: Ukrainian Voices» (70', реж. Dolya Gavanski, Thea Films, Велика Британія)
2017 — автор сценарію повнометражного документального фільму "З Бабиного Яру на свободу" (89', реж. Олег Чорний, Pronto Film).
2018 — історичний консультант анімаційної стрічки "Любов і революція у Києві 1918-го: розповідь телеграфістки" (3'15'', автори Марта Шокало, Євгенія Шидловська, Ірена Таранюк, художник-аніматор Luis Ruibal, звуковий монтаж Alejandro Lovera, ВВС). Перегляд стрічки: http://www.bbc.com/ukrainian/media-42768860
2018 — спікер у 3-серійному документальному фільмі "Щит і меч" (реж. Джеймі Доран, Німеччина-Франція) 
2018 — автор і виконавець закадрового історичного коментаря до відреставрованого документального фільму Михаїла Кауфмана "Навесні" (54', ВУФКУ, 1929). DVD з коментованим фільмом є складовою частиною видання "Михаїл Кауфман: українська дилогія" (Національний центр Олександра Довженка, 2018) http://www.dovzhenkocentre.org/product/57/
Прем'єра фільму "Навесні" з авторським закадровим коментарем наживо відбулася на VIII Міжнародному фестивалі "Книжковий Арсенал" 2 червня 2018 року. http://www.dovzhenkocentre.org/event/271/
2019 — автор сценарію повнометражного документального фільму "Побачити небо" (у виробництві, реж. Олег Чорний, Pronto Film) 
Захоплення
- Як краєзнавець багато подорожує Україною. .
- Колекціонує артефакти київської історії ХХ ст.
- Меломан, шанувальник бардівських пісень.
- Захоплюється фотомистецтвом.
- Періодично влаштовує історичні проходи старим Києвом, на яких розповідає маловідомі подробиці з минулого життя столиці.

## Відзнаки
- Диплом Міністерства культури України за найкращий кіносценарій року (1994).
- Переможець 1-го Всеукраїнського журналістського конкурсу «ЗМІ за міжетнічну толерантність та консолідацію суспільства» (2005).[3]
- Заохочувальна грамота на ІІ конкурсі художніх репортажів «Самовидець» (2013)
- Мистецька премія «Київ» імені Івана Миколайчука в галузі кіномистецтва за сценарій повнометражного документального фільму «Голлівуд над Дніпром. Сни з Атлантиди» (2016)
- Переможець мистецького конкурсу «Львів 2020: Фокус на культуру» (2020)

## У мережі
- «Фіксація стала моїм постійним жанром» // Літакцент. — 2014. — 3 лютого.
- Це неймовірне відчуття — коли хапаєш історію за рукав // День. — 2011. — 11 лютого.
- Станіслав Цалик: На Контрактовій площі зустрічалися барон Мюнхаузен і Григорій Сковорода // Україна молода. — 2004. — 29 травня.
- Ст. Цалик про багатокультурні традиції Києва // Сайт tolerancja.pl (пол.)
- Станіслав Цалик: «Який ландшафт — такі люди» // Бренд міста — справа містян (рос.)
- Станіслав Цалик у проекті «Люди в місті» // НашКиев.ua (рос.)
- Станіслав Цалик: «Київ був комфортним містом, і це формувало свідомість киян» // http://tyzhden.ua/Society/114730
- Відеолекція С. Цалика «Київ „шиплячої“ доби від Шелеста до Щербицького: парадний і непарадний бік столиці УРСР» (29 червня 2012 р.)
- Станіслав Цалик: «Конфлікт на Донбасі не має історії» (рос.) // https://web.archive.org/web/20151225051300/http://uisgda.com/ru/novosti/1074-stanislav-tsalik-u-konflikta-na-donbasse-otsutstvuet-istoriya/
- Станіслав Цалик: Документалістика мене настільки захопила, що ні на що інше не хочу відволікатися. Це - справжнє, невигадане. І це моє // Posestry. Українська і польська література. - 2024. - 8 серпня. // https://posestry.eu/zhurnal/no-116/statya/stanislav-tsalyk-dokumentalistyka-mene-nastilky-zakhopyla-shcho-ni-na-shcho
- Як українське кіно виживало в імперії зла (Літком: відеобесіда зі Станіславом Цаликом про його книгу "Коли кролик з'їв сценарій") // https://litcom.com/post/695